# Севвостлаг

Магадан, мемориал «Маска Скорби», 1996 год

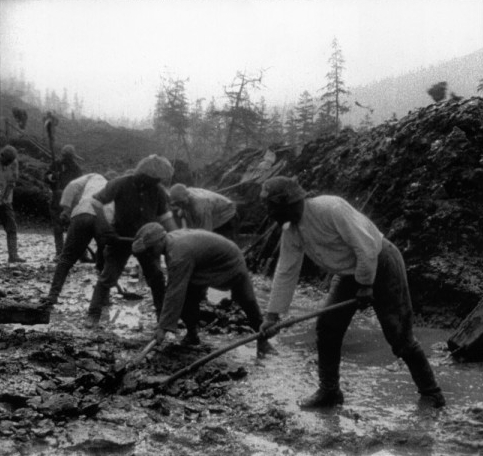
Заключённые Северо-Восточного лагеря на строительстве «Дороги на костях»

Севвостла́г (Се́веро-Восто́чный исправи́тельно-трудово́й ла́герь) — структурная единица системы исправительно-трудовых лагерей ОГПУ — НКВД — МВД СССР, существовавшая на территории «Дальстроя» (Северо-Восток СССР, Колымский край) как его производственное подразделение.
Организован в 1932 году, действовал в структуре ОГПУ — НКВД — МВД до 1951 года, после ряда переподчинений в 1957 году реорганизован в Магаданское управление ИТК МВД РСФСР. Максимальное количество заключённых — свыше 170 тысяч человек (на 1951 год).
Другие названия: УСВИТЛ, Управление Северо-Восточных исправительно-трудовых лагерей, СВИТЛ, Северо-Восточный ИТЛ, Исправительно-трудовой лагерь Дальстрой, Управление исправительно-трудовых лагерей Дальстрой.

## История создания
Появлению Севвостлага предшествовали две, близкие по времени и независимые поначалу друг от друга, цепочки важных событий.
Во-первых, в 1915 году в бассейне реки Среднекан старатель-одиночка Бари Шафигулин — Бориска — нашёл золото. В 1926 году Индигирская экспедиция С. В. Обручева подтвердила золотоносность колымского края. В 1928—1929 годах Первая Колымская экспедиция Ю. А. Билибина открыла промышленные золотоносные площади. Билибин выдвинул гипотезу о существовании здесь золотоносной зоны протяжённостью в сотни километров. Вторая Колымская экспедиция В. А. Цареградского (1930) подтвердила предположения Билибина.
Во-вторых, летом 1929 года в культуростроительных целях советской власти на берегу бухты Нагаева было построено несколько жилых домов, школа и больница Восточно-Эвенской культбазы, возник посёлок Нагаево — будущий Магадан. В 1930 году в Нагаево акционерным обществом «Союззолото» был организован портово-перевалочный пункт для снабжения четырёх приисков Колымского приискового управления. С открытием навигации сюда начали прибывать пароходы с людьми и грузами. В том же году Восточно-Эвенская культбаза стала центром вновь образованного Охотско-Эвенского национального округа. В конце 1931 года в Нагаево на пароходе «Славстрой» прибыли демобилизованные воины Особой Краснознамённой Дальневосточной армии и население посёлка увеличилось сразу с 500 до 2000 человек.
11 ноября 1931 года за подписью И. В. Сталина было издано Постановление ЦК ВКП(б) «О Колыме», которым было предписано образовать на Колыме «специальный трест с непосредственным подчинением ЦК ВКП(б)». Был создан трест «Дальстрой», который занимался строительством дорог и разработкой месторождений золота. Для этого использовался принудительный труд заключённых. Руководству «Дальстроя» предписывалось уже в 1931 году довести добычу золота до 2 т, в 1932 году — до 10 т, в 1933 году — до 25 т.

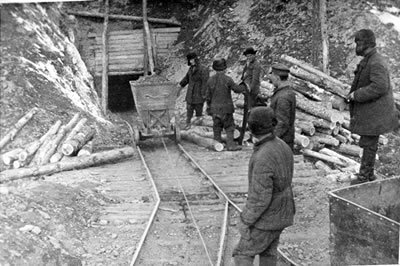
Добыча золота на Колыме, 1934 год

С момента образования «Дальстрой» подчинялся непосредственно Совету труда и обороны, а затем Совету народных комиссаров СССР (формально в ведение НКВД СССР его передали только в марте 1938 года). Тем не менее, учитывая важность поставленных задач и предполагаемый состав рабочего контингента, директором треста был назначен кадровый чекист Э. П. Берзин, ранее возглавлявший строительство Вишерского целлюлозно-бумажного комбината.

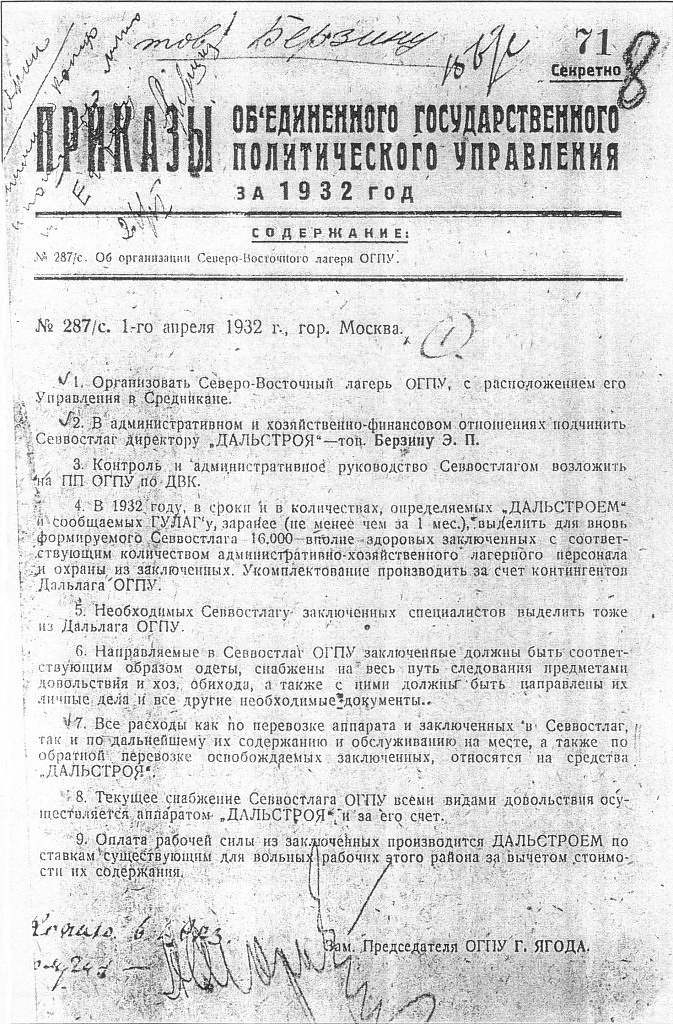
Приказ ОГПУ от 01.04.1932 № 287/с «Об организации Северо-Восточного лагеря ОГПУ»

4 февраля 1932 года в Нагаево прибыл пароход «Сахалин», доставивший на Колыму руководство треста и первую группу заключённых в количестве не менее 100 человек, которые должны были заняться организацией разработки полезных ископаемых и строительством. Прибывающая рабсила распределялась по командировкам — локальным подразделениям лагерного типа, первоначально составлявшим так называемый Севвостлаг. Позже образовалась древовидная лагерная структура: отдельные командировки образовывали подОЛПы, а те, в свою очередь, — ОЛПы — отдельные лагерные пункты (или, собственно, лагеря).
Ещё до создания «Дальстроя» — 11 июля 1929 года — СНК СССР принял постановление «Об использовании труда уголовно-заключённых», согласно которому создавались две параллельные структуры мест лишения свободы: в ведении ОГПУ СССР и в ведении республиканских НКВД. В документе, в частности, указывалось: «В целях колонизации» отдалённых районов и ОГПУ для приема этих заключённых расширить существующие и организовать новые исправительно-трудовые лагеря (на территории Ухты и других отдалённых районов)». Согласно этому же постановлению, все лица, осуждённые к лишению свободы на сроки от трёх лет и выше, должны были направляться в эти лагеря.
Таким образом, Северо-Восточный исправительно-трудовой лагерь ОГПУ — Севвостлаг, СВИТЛ — организовывался именно для обеспечения имеющихся и планируемых работ «Дальстроя» на отдалённых северо-восточных территориях страны, где постоянное население ранее практически отсутствовало.
Севвостлаг ОГПУ был создан на основании приказа ОГПУ от 1 апреля 1932 года № 287/с «Об организации Северо-Восточного лагеря ОГПУ», а уже в мае в бухту Нагаево стали прибывать заключённые из других лагерей страны в счёт первых 16 тысяч, предусмотренных приказом ОГПУ. В том же приказе было определено место дислокации Управления (администрации) Севвостлага — селение Среднекан, расположенное непосредственно в приисковом районе, на берегу р. Колымы на территории современной Магаданской области, а тогда — Дальневосточного края. С 1937 года администрация Севвостлага располагалась в пос. Нагаево Дальневосточного края (позднее — город Магадан). Из дальневосточных портов пароходами заключённые прибывали в бухту Нагаево — магаданскую транзитную зону и в соответствии с заказами приисков и дорожных дистанций по 20—25 человек на машинах отправляли в ближние (побережье, трасса до 47 км) или дальние (в лагерные подразделения горных управлений) командировки. Взаимодействием Севвостлага с другими производственными подразделениями «Дальстроя» и разработкой соответствующих инструкций для лагеря на организационном этапе занимался сектор труда и рационализации «Дальстроя».
В сентябре 1932 года суда Особой Северо-восточной полярной экспедиции Наркомвода доставили из Владивостока в устье Колымы грузы для Дальстроя и около тысячи человек рабочих и служащих, как вольнонаёмных, так и заключённых.

## Структура Севвостлага
Исключительность положения Севвостлага, как и «Дальстроя» в целом, заключалась в том, что ни тот, ни другой не являлись структурами ГУЛАГа: первый — по сути, второй — по факту. Созданный в 1931 году в непосредственном введении СТО трест «Дальстрой» после упразднения СТО в апреле 1937 года перешёл в прямое ведение СНК СССР, а год спустя, 30 апреля 1938 года приказом НКВД № 079 было вынесено постановление СНК СССР № 260 от 04.03.1938 г. о передаче «Дальстроя» в ведение НКВД СССР (что лишь оформляло де-юре сложившийся к тому времени статус Колымы). 25 сентября 1938 года в соответствии с приказом НКВД от 9 июня 1938 года № 00363 по «Дальстрою» был издан приказ № 0035, в котором объявлялась структура Главного управления строительства Дальнего Севера НКВД СССР «Дальстрой». Одним из производственных управлений ГУСДС был определён «… Севвосттрудлагерь ГУЛАГ’а НКВД с непосредственным подчинением начальнику Главного управления Строительства Дальнего Севера НКВД СССР старшему майору государственной безопасности тов. Павлову». С другой стороны, 29 сентября 1938 года приказом НКВД № 00641 была объявлена новая структура Центрального аппарата НКВД, по которой «Дальстрой» и ГУЛАГ входили в структуру Центрального аппарата НКВД как самостоятельные главки.
Таким образом, с октября 1938 по 1940 год Севвостлагерь имел двойное подчинение — ГУЛАГу и ГУ СДС НКВД СССР, то есть «Дальстрою», что, на первый взгляд, нарушало схему единоначалия. Однако, во-первых, Севвостлаг, который предоставлял объектам «Дальстроя» рабочую силу и почти весь период своего существования по численности заключённых являлся одним из крупнейших лагерных комплексов СССР, в отдельные моменты содержащим свыше 170 тысяч заключённых, по линии производственно-хозяйственной деятельности подчинялся «Дальстрою», а не ГУЛАГу. Во-вторых, по вопросам лагерного сектора Севвостлаг с момента создания в 1932 году подчинялся напрямую ОГПУ, а после 1934 года — непосредственно НКВД СССР. В результате, компетенция ГУЛАГа в отношении Севвостлага даже в плане лагерного сектора была ограничена вопросами режима и содержания заключённых. Так, ГУЛАГ «…кроме данных об общей численности заключённых… никакой информации о состоянии дел в СВИТЛ до 1939 г. не получал». К концу 1940-х годов даже по вопросам лагерного сектора лагерные подразделения Севвостлага официально подчинялись «Дальстрою». В этом плане показателен следующий момент: в сводных статистиках ГУЛАГа при приведении данных по всей лагерной системе нередко и в разные моменты встречаются двойные указания: «все ИТЛ МВД» и «все ИТЛ, включая Севвостлаг». Подобных указаний больше нет по отношению ни к какому другому лагерю.

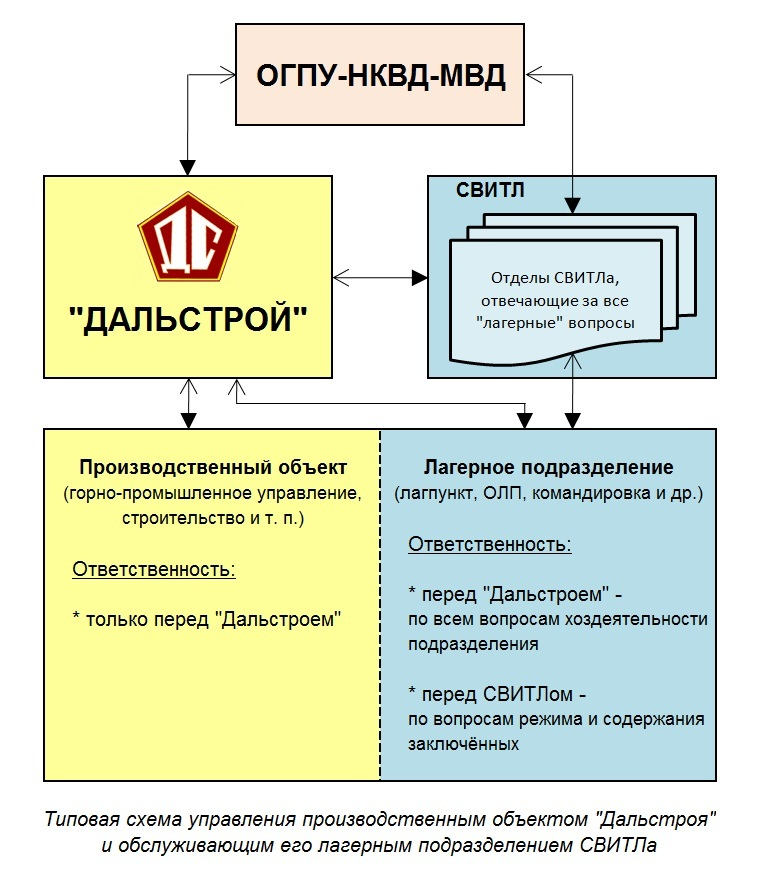
Типовая схема управления производственным объектом «Дальстроя» и обслуживающим его лагерным подразделением

Поскольку с самого начала существования организационно и в хозяйственно-финансовых отношениях Севвостлаг был подчинён директору «Дальстроя», его можно считать структурным подразделением «Дальстроя». При этом вопросы режима и содержания заключённых оставались в ведении Постоянного представительства (ПП) ОГПУ по Дальневосточному краю (с 1934 года — Управления НКВД по Дальневосточному краю), к подчинённости которому Севвостлаг, хотя бы и формально, но относился. Наблюдение и контроль за деятельность «Дальстроя» был возложен на зампреда ОГПУ (c 1934 — наркома внутренних дел СССР) Г. Г. Ягоду.
5 декабря 1932 года директор «Дальстроя» Э. Берзин своим приказом объявил Севвостлаг структурным подразделением «Дальстроя» и утвердил схему организации «Дальстроя» и Севвостлага; общее руководство лагерем Берзин возложил на себя, начальник Севвостлага объявлялся помощником директора треста. В связи с этим начальник Севвостлага Р. И. Васьков констатировал: «… хозяйство лагеря влилось в хозяйство Дальстроя».
В результате проведённой в 1933 году реорганизации лагерной системы по производственному признаку в сохранившуюся практически на всё время существования «Дальстроя» структурную его основу было заложено иерархически подчинённое системное единство четырёх уровней организации:
- I уровень — главное (позднее политическое) управления строительства Дальнего Севера;
- II уровень — отраслевые производственные (горные, строительные, транспортные и др.) управления;
- III уровень — отдельные лагерные пункты (ОЛП) при соответствующих производствах;
- IV уровень — подлагпункты, командировки — как производственные подразделения[23].

В развитие этой схемы приказом начальника «Дальстроя» от 3 марта 1938 года на территории деятельности горнопромышленных управлений (ГПУ) был введён принцип единоначалия. На начальника горнопромышленного управления и начальника прииска, помимо производственных, возлагались обязанности и по оперативному руководству соответствующим лагерным подразделением и общее руководство политическим отделом ГПУ. Каждое горнопромышленное управление обслуживалось соответствующим отделением УСВИТЛа. Прииск являлся отдельным лагерным пунктом, участок прииска — подлагпунктом, небольшие и временные производства — лагерными командировками.
Специфику данной структуре придавало тесное переплетение хозяйственной и лагерной составляющей: благодаря наличию широкой сети лагерей оргструктура «Дальстроя» обладала внеотраслевым характером, нейтральным к специфике деятельности управлений — горных, строительных, транспортных и других. И хотя отраслевая структура треста с течением времени существенно изменялась, в горной отрасли наиболее прочная структура (горное управление — прииск (лагпункт) — участок (подлагпункт)) просуществовала вплоть до ликвидации «Дальстроя» в 1957 году.
К началу 1937 года окончательно оформились ОЛПы Севвостлага при Северном (СГПУ) — Севлаг и Южном (ЮГПУ) — Юглаг — горно-промышленных управлениях, Управлении горнопромышленного строительства (УГПС) — Стройлаг, Управлении дорожного строительства (УДС) — Дорлаг, Управлении автомобильного транспорта (УАТ) — Транслаг, отделения: при Колымском речном управлении (КРУ ДС), Колымском управлении сельского и промыслового хозяйства (КУСиПХ) и Приморском управлении сельского и промыслового хозяйства (ПУСиПХ) во Владивостоке. 11 сентября 1939 года в составе «Дальстроя» организовано Тенькинское горнопромышленное управление, после чего вскоре был образован Теньлаг. Кроме того, в течение 1938 года в составе Севвостлага появились ОЛПы при Западном и Юго-Западном ГПУ, реорганизованные в начале 1939 года в Заплаг и Юзлаг соответственно. Тогда же был создан Разведлаг — при геолого-разведочном управлении «Дальстроя», реорганизованы старые и созданы новые отделения: Нагаевское, Магаданское (просуществовало чуть более месяца и было реорганизовано в ОЛП ГКО (горкоммунотдела) и ОЛП ТПК (торгпищекомбината)), УСельхоза, КРУ ДС, производственный комбинат, а также организованы два ОЛПа: УРыбпромхоз и карантинный пункт. При создании и реорганизации производственных управлений в штат вводилась должность заместителя начальника управления по лагерю. На начальника «Дальстроя» возлагалось непосредственное руководство всем лагерным комплексом, а начальники производственных управлений по должности становились и начальниками соответствующих лагерных подразделений. При этом лагерные подразделения, расположенные на территории соответствующих производственных управлений, были не самостоятельными лагерями, подчинёнными непосредственно «Дальстрою», а лишь частями единого Севвостлага.
По утверждению С. М. Мельникова, увеличение в конце 1930-х годов численности заключённых, возросшие масштабы деятельности горнопромышленных управлений, наличие в их структуре по 6—10 приисков, каждый из которых являлся крупным производственным подразделением, насчитывавшем до полутора тысяч человек, а также усиление лагерного режима стали основными факторами придания в начале 1939 года лагерным отделениям Северного, Западного, Южного, Юго-Западного горнопромышленных управлений, трёх функциональных управлений и Владивостокскому пересыльному отделению статуса отдельных лагерей. 16 февраля 1939 года приказом по ГУ СДС «Дальстрой» № 03 Управление Севвостлага НКВД было преобразовано в Управление Северо-Восточными исправительно-трудовыми лагерями. Однако данное решение не было поддержано ГУЛАГом, и 21 августа 1939 года приказом по ГУ СДС «Дальстрой» № 086 было произведено обратное переименование лагерей в соответствующие «отделения Севвостлага НКВД». Так, Севлагу установлено наименование «Северное отделение Севвостлага НКВД». Тем же приказом пять отделений СВИТЛ переименовали в ОЛП СВИТЛ при соответствующих управлениях «Дальстроя». В приказ был включён параграф о переименовании «Управления северо-восточных исправительно-трудовых лагерей НКВД СССР» в «Управление северо-восточного исправительно-трудового лагеря НКВД СССР». В то же время наименование лагерных отделений горнопромышленных и функциональных управлений «лагерями», во внутренней структуре «Дальстроя» сохранилось.
В структуру управления лагерным отделением (ЛО, лагерем) входили шесть основных подразделений: политический отдел (политчасть), осуществлявший политическую работу среди вольнонаёмного состава работников лагерей и военизированной охраны; отдел кадров, ведущий учёт сотрудников лагерного отделения и ВОХР; 3-й (оперативный) отдел, основными функциями которого являлись оперативная работа среди заключённых по предотвращению побегов, нарушений лагерного и производственного режима; 4-й отдел — охраны (ВОХР), обеспечивающий внешнюю охрану заключённых, а также их конвоирование на работу и сопровождение во время транспортировки; 5-й отдел — учётно-распределительный (УРО), в ведении которого находился учёт и производственное использование заключённых; культурно-воспитательный отдел (часть) — КВЧ, осуществлявший организацию производственно-массовой (трудовое соревнование заключённых, их профессиональное обучение) и клубно-массовой работы (политическое информирование, художественная самодеятельность, показ кинофильмов).
Всего же к 1940 году УСВИТЛ насчитывал 354 лагерных подразделения, разбросанных на огромной территории (например, в Управлении автомобильного транспорта (УАТ) в 1937 году было 76 лагерных точек, располагавшихся на протяжении 662 км обслуживаемых дорог). В общем числе подразделений 67 не имели оборудованных зон, 116 — вышек, 190 — освещения.
3 января 1940 года приказом по «Дальстрою» № 034 была утверждена новая структура и штаты УСВИТЛ, в который вошли: районы — Западный, Северный, Южный, Юго-Западный, Тенькинский, Транспортный, Дорожный, Владивостокский; отделения — Нагаевское, Зырянское, монтажно-строительного треста, УСельхоза и других, а также ОЛП при Авторемзаводе, заводе № 2, женский ОЛП и других.
19 июня 1940 года на основании распоряжения НКВД СССР от 11 июня 1940 года № 198 и приказа по ГУ СДС «Дальстрой» № 052 Управление Северо-Восточного исправительно-трудового лагеря вновь было переименовано в Управление Северо-Восточных исправительно-трудовых лагерей НКВД СССР. Одновременно приказывалось: «районы Севвостлага НКВД СССР: Западный, Северный, Юго-Западный, Южный, Тенькинский, Транспортный и Дорожный… переименовать в Управление лагеря Северо-Восточных исправительно-трудовых лагерей», наименовав их, соответственно: Заплаг, Севлаг, Юзлаг, Юглаг, Теньлаг, Транслаг, Дорлаг.
При всех вышеуказанных структурных и атрибутивных изменениях аббревиатура «УСВИТЛ» оставалась неизменной наряду с теперь уже неофициальным наименованием — «Севвостлаг».
В 1941 году при созданном в ноябре 1940 года Чай-Урьинском ГПУ был организован Чай-Урлаг, а на базе ликвидируемых Нагаево-Магаданских лагподразделений — Маглаг.
11 июля 1943 года в соответствии с указом Президиума Верховного Совета СССР от 19 апреля 1943 года «О мерах наказания для немецко-фашистских злодеев, шпионов и изменников родины и их пособников» был издан приказ НКВД № 00968 «Об организации отделений каторжных работ при ИТЛ НКВД», в соответствии с которым, в частности, «начальнику лагерей Дальстроя» Никишову предписывалось сформировать на добыче золота и олова каторжные лагерные отделения на 10 000 человек, «выделив их от остальных лагерных отделений». Осуждённые-каторжане в лагерном делопроизводстве шли отдельной строкой: для каторжан было принято писать «з/к КТР» в отличие от «з/к ИТЛ» — для остальных. На 1 июня 1945 года в Севвостлаге числилось 3787 каторжан.
20 июля 1945 года начала действовать железнодорожная ветка от г. Комсомольска-на-Амуре до бухты Ванина на тихоокеанском побережье (Татарский пролив). К тому времени в Ванино были построены два причала, позволявшие одновременно принимать три парохода водоизмещением до 10 тысяч тонн каждый. Таким образом, для этапов заключённых на Колыму появился более короткий путь, чем через порт Находка Приморского края.
В июне 1946 года появился совместный приказ МВД СССР, МГБ СССР и Генерального прокурора СССР «Об отмене директив НКВД СССР и Прокурора СССР № 221 от 22 июня 1941 года и № 185 от 29 апреля 1942 года и всех последующих к ним дополнений» — этими документами задерживалось до конца войны освобождение ряда категорий осуждённых, а освобождённые закреплялись за лагерями на положении вольнонаёмных. Так, ещё 29 мая 1945 года в НКВД подготовили проект письма заместителя наркома В. Чернышова и начальника ГУЛАГа В. Наседкина на имя Л. Берии, в котором, в частности, говорилось: «… По строительству Дальнего Севера сохранить существовавшее до войны положение, предоставляющее право начальнику Дальстроя оставлять на Колыме, в порядке вольного найма, лиц, отбывших сроки наказания, необходимых Дальстрою».
21 февраля 1948 года было издано Постановление СМ СССР № 416-159сс, обязывающее МВД СССР, в частности, «в шестимесячный срок организовать для содержания осуждённых к лишению свободы агентов иностранных разведок, диверсантов, террористов, троцкистов, правых, меньшевиков, эсеров, анархистов, националистов, белоэмигрантов и других участников антисоветских организаций и групп, а также лиц, представляющих опасность по своим антисоветским связям и вражеской деятельности, особые лагеря, общей численностью на 100 000 человек, в том числе: в районах Колымы на Дальнем Севере на 30 000 человек…» 28 февраля 1948 года приказом МВД № 00219 был организован Особый лагерь № 5 — Берлаг, подчинённый приказом МВД № 00469 от 29 апреля 1948 года «Дальстрою», но не входящий в структуру Севвостлага. В нём должны были быть сконцентрированы заключённые вышеуказанных особых категорий.
С 1945 по сентябрь 1949 года в Магадане существовало отделение лагеря для японских военнопленных № 855-Д, в котором на 1 января 1949 года числилось 3479 человек, трудившихся на объектах «Дальстроя».
20 сентября 1949 года министр внутренних дел С. Н. Круглов подписал приказ № 00872 с объявлением новой структуры ГУ СДС «Дальстрой» МВД и входящих в состав его управлений и предприятий. С этого момента УСВИТЛ именовался как Управление исправительно-трудовых лагерей (УИТЛ) «Дальстроя», которому были подчинены Управление Особого лагеря № 5 и организованные тогда же ЛО и ИТЛ при ряде горнопромышленных (Западном и других) управлений, в Первом и Геологоразведочном управлениях, в Энергоуправлении и в Чукотстрое. Согласно этому приказу, начальник «Дальстроя» одновременно являлся начальником исправительно-трудовых лагерей (ИТЛ) «Дальстроя». Организация и руководство работой ИТЛ возлагались на Управление ИТЛ «Дальстроя», начальник которого являлся заместителем начальника «Дальстроя» по лагерю, а начальник Берегового лагеря являлся заместителем начальника УИТЛ «Дальстроя».
В списке лагерных подразделений «Дальстроя», датированном 22 мая 1951 года, обозначены существующие в это время исправительно-трудовые лагеря: Тенькинский, Западный, Северный, Индигирский, Магаданский, Ванинский и Чаун-Чукотский; лагерные отделения: Омсукчанское, Янстроя, Юго-Западное, Транзитное, Чукотстроя, Транспортное, Приморское, Янское, Зырянское, Дорожное, Ожогино, Берелёхского РайГРУ и ОЛПы: Центральной больницы и Ушосдора.
29 ноября 1951 года был подписан приказ МВД № 00830 «Об упорядочении структуры органов МВД и ИТЛ на территории Дальстроя», которым УМВД по «Дальстрою» упразднялось с передачей всех его функций «соответствующим аппаратам Дальстроя». В составе «Дальстроя» были созданы: 1-е управление (режим и оперативная работа), 2-е управление (охрана), 3-е управление (спецотдел, культурно-воспитательный отдел, инспекция исправительно-трудовых работ, почтово-посылочное отделение, санитарный отдел) и Управление кадров (отдел кадров, отдел найма и увольнения главка, отдел кадров УИТЛ), а также самостоятельные 2-й спецотдел (шифровальный), отдел службы МПВО, особая инспекция, контрольно-инспекторский отдел. Тем же приказом было установлено, что начальники «Дальстроя» и его горнопромышленных управлений и предприятий одновременно являются и начальниками соответствующих лагерей. На этом УИТЛ «Дальстроя» (бывший Севвостлаг, УСВИТЛ) прекратил своё существование в качестве структуры МВД.
К концу 1952 года УСВИТЛ состоял из 17 самостоятельных управлений (26 лагерей и 168 лагпунктов), включающих в себя: 347 лагерных подразделений общего режима (в них содержалось 147 140 человек), 10 лагподразделений строго режима — 3740 человек, 2 лагподразделения тюремного режима — 318 человек, 9 лагподразделений для каторжан — 3255 человек. Охрану лагерей осуществляли 11 отрядов, 58 дивизионов, 256 взводов военизированной охраны общей численностью 13 825 человек. Женский контингент размещался в 38 лагерных подразделениях с общим наполнением 17 823 человека. В особом лагере № 5 «Береговом», специально организованном для содержания особо опасных преступников, по состоянию на 1 марта 1953 года содержалось 23 346 заключённых. Здесь был установлен более усиленный режим, лагерь охранялся подразделением войск НКВД — МВД и имел собственное управление. В 1954 году, когда особые лагеря были преобразованы в ИТЛ, режим и контингент которых не отличался от остальных мест лишения свободы, все лагерные подразделения Берлага были переданы Управлению Северо-Восточных исправительно-трудовых лагерей (УСВИТЛ).

## Руководство УСВИТЛ, охрана лагерей
Взаимоотношения между руководством «Дальстроя» и УСВИТЛ строились на незыблемом принципе единоначалия. Приказом от 5 декабря 1932 года директор «Дальстроя» Э. П. Берзин возложил общее руководство работой треста и лагерей на себя и своего заместителя Я. С. Лившица. В соответствии с этим приказом, Р. И. Васьков являлся помощником директора треста и непосредственно осуществлял руководство Севвостлагом. Как было указано выше, аналогичный принцип концентрации всей власти в одних руках неукоснительно соблюдался и во всех производственных и лагерных подразделениях «Дальстроя».
В разное время начальниками УСВИТЛ являлись:
- 03.11.1932—28.09.1934 — Р. И. Васьков;
- 27.10.1934—17.12.1937 — капитан ГБ И. Г. Филиппов;
- 21.12.1937—27.09.1938 — полковник С. Н. Гаранин;
- 14.10.1938—07.02.1939 — капитан ГБ И. В. Овчинников;
- 07.02.1939—08.03.1939 — В. П. Леонидов[46];
- 08.03.1939 — декабрь 1940 — капитан ГБ А. А. Вишневецкий;
- 14.12.1940—30.03.1945 — батальонный комиссар (п/п, полковник) Е. И. Драбкин;
- 02.04.1945—23.08.1948 — генерал-майор Н. Ф. Титов;
- 27.07.1948—03.05.1951 — генерал-майор А. А. Деревянко;
- май 1951 — март 1953 — генерал-лейтенант Г. С. Жуков.

Штатное расписание управления (административного органа) СВИТЛ НКВД на 1937 год предусматривало 130 единиц. Охрана лагерей и ведомственных объектов осуществлялась военизированной охраной (ВОХР) и территориальными подразделениями НКВД и РКМ (рабоче-крестьянской милиции). В 1937 году в структуру ВОХР входили: штаб, 6 отдельных дивизионов, 4 отдельных взвода, кавалерийский взвод и питомник служебно-розыскных собак. Численный состав ВОХР для несения конвойной службы по охране лагерей определялся из расчёта 2,5—3 % к общему числу заключённых, а в 1940-е годы — 10 %. Кроме этого, ВОХР включала ведомственную стрелковую охрану (ВСО), отвечавшую за промышленные предприятия, склады горючего, взрывчатых веществ, морской порт и другие объекты. Военизированная охрана комплектовалась из вольнонаёмных и тщательно проверенных на сотрудничество с НКВД заключённых, осуждённых по уголовным статьям, кроме бандитизма. В 1937 году численность ВОХР для несения конвойной службы по обслуживанию лагерей составляла 1575 человек (в том числе: вольнонаёмного состава — 928, заключённых — 647), а на охране ведомственных объектов — 1000 человек (вольнонаёмных — 572, заключённых — 428).
На 1 июля 1943 года в штатах кадров подразделений УСВИТЛа имелось 1072 единицы. Фактически было укомплектовано 890 должностей, в том числе 160 — женщинами. Все 380 должностей руководящего состава были укомплектованы полностью, в том числе 46 — женщинами. В возрасте до 25 лет работало 109 человек, от 26 до 30 — 356, от 31 до 35 — 203, от 35 до 45 лет — 192, 46 лет и старше 30. Национальный состав кадров был разноликим. В лагерях работало 665 русских, 121 украинец, 13 белорусов, 3 грузина, 5 армян, 2 литовца, 47 евреев, 5 поляков, 1 представитель коренной национальности и 29 — прочие. С незаконченным средним и низшим образованием работало 609 сотрудников, средним — 100, средне-специальным — 49 и высшим образованием — 118. В штатное расписание лагерей и управлений также входили заключённые, в основном как вспомогательный персонал. Например, типовое штатное расписание подлагпункта (1-й категории), входящего в состав отдельного лагерного пункта (ОЛП) Северного горно-промышленного управления в 1938 году состояло из 46 единиц кадрового и вольнонаёмного состава и 41 заключённого.

## Производственная деятельность

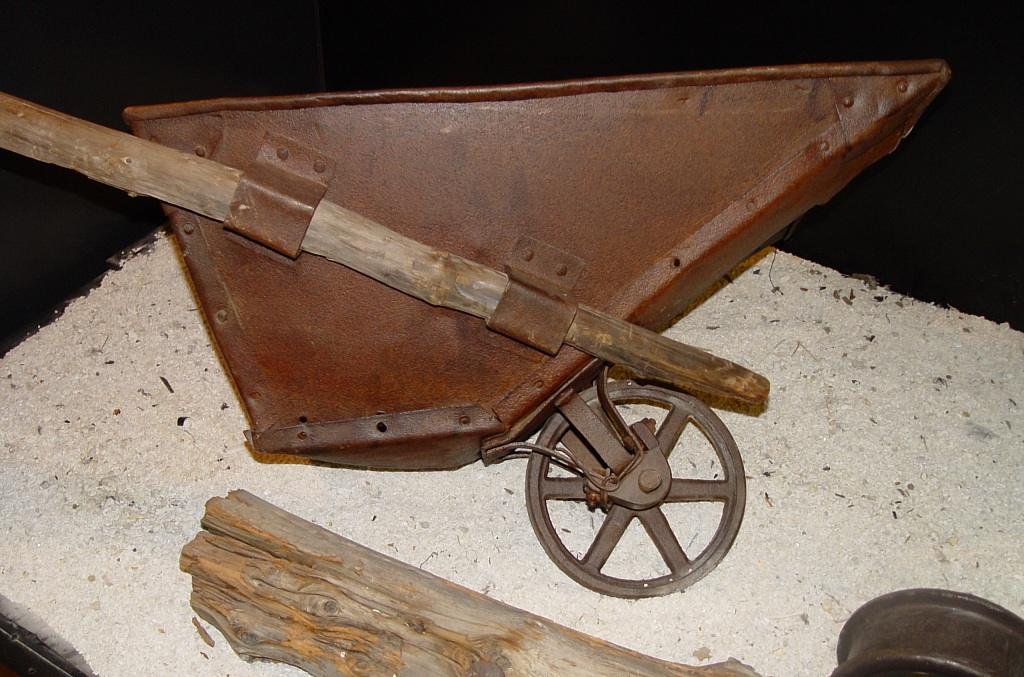
Тачка — основной «механизм» заключённого.

Основной производственной деятельностью заключённых Севвостлага была добыча золота и олова. Кроме того, подразделения Севвостлага занимались добычей вольфрама, кобальта, урана, угля и других полезных ископаемых, геологоразведочными работами, дорожным, гражданским и промышленным строительством, обслуживанием и ремонтом автодорог, работой на промышленных предприятиях и в подсобных хозяйствах, вели лесозаготовки и тому подобным.
В 1932—1941 годы на Колыме было построено 3100 км дорог, из которых 902 км — автодороги с улучшенным покрытием. В эти годы на первоочерёдных и главных участках трассы сосредотачивалось от 6 до 11 тысяч заключённых. Все работы осуществлялись вручную. Очевидец М. Е. Выгон, прибывший на Колыму по этапу в 1937 году, отмечал:

Лагпункты располагались через каждые 10—15 км. Вдоль всей трассы от сопок к дороге были проложены дощатые дорожки, по которым двигались тысячи тачек: к дороге — гружёные песком и гравием, обратно к сопкам — пустые. Колонны с зэками идут по трассе круглосуточно. Отправляют на вновь открытые прииски. Карамкен — целый палаточный город, окружённый колючей проволокой. Вдоль дороги несколько деревянных домов лагерной администрации. Дорога здесь строилась в двух направлениях. Картина та же, что и раньше — кишащий муравейник людей с тачками. Работают по 12 часов в светлое время.

С расширением сети автомобильных дорог рос и автопарк Дальстроя — с 91 грузовика в 1933 году он увеличился до 717 автомашин в 1936 году. В лагерях Управления автомобильного транспорта в 1937 году содержалось 10 845 заключённых.
После постройки дорог до колымских приисков основная масса заключённых была направлена на работы по освоению золотосодержащих месторождений. Так, в 1932 году в горнодобывающей отрасли «Дальстроя» было занято 1014 заключённых, или 10,21 % от всех работающих этого контингента; в 1937 году этот показатель возрастает до 23 938 человек, или до 29,8 % от общего количества, и, наконец, в 1938 — 48 251 человек или 82,5 %. В 1941 году число заключённых на горных работах составило 116 579 (78,6 % от всех занятых).
Трудовые показатели определялись выполнением директивно установленных норм выработки. Так, например, для разработки мёрзлых грунтов вручную в котлованах и рвах при ширине более 1,5 м с рыхлением грунта III—IV категорий (гравий, щебень, галька) на глубину 1 м требовалось при 8-часовом рабочем дне разработать 5,8 м³; при 10-часовом норма увеличивалась до 6,96 м³. Перемещение мёрзлого грунта I—III категорий (пески, растительный грунт, торф, суглинок) на тачках по катательным доскам с загрузкой и выгрузкой на дальность 50 м по 8-часовому нормативу составляло 9 м³, при 10-часовом рабочем дне — 10,8 м³.
О степени механизации горных работ можно судить по следующим показателям: в 1932—1934 годах на вскрыше торфов экскаваторы не использовались вообще, применение механизации началось в 1935 году, когда экскаваторами было отработано 9,3 % от общего объёма вскрытых площадей, а остальные 90,7 % отработали заключённые. Самая низкая степень механизации труда в этом виде работ за 1935—1941 годы пришлась на 1937 год — 6,4 %; в дальнейшем показатель возрос: до 17,4 % — в 1940 году и 34,1 % — в 1941 году

## Контингент заключённых (осуждённых)

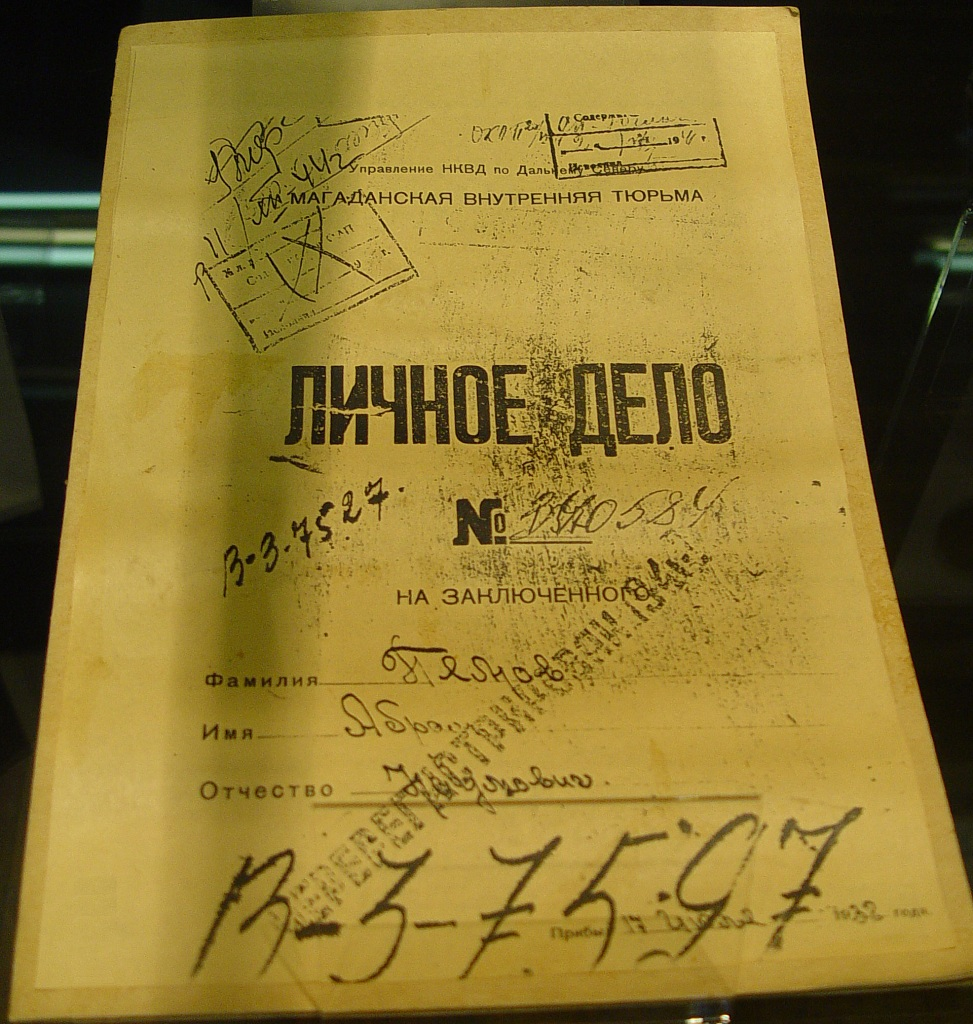
Обложка личного дела з/к А. Н. Пемова — бывшего зам. директора «Дальстроя», 1938 г.

… Личное дело заключённого № Г-878/КТР — номер «литерный», с буквой — такие станут носить на одежде заключённые-берлаговцы; до организации на Колыме отделения Особого лагеря литерные номера имели только з/к КТР. Собственный, архивный номер дела — 3-123180, где первая цифра — индекс, обозначающий, что заключённый умер — от болезни, замёрз, убит при попытке к бегству, погиб на производстве — «ушёл под сопку», «убыл в Третий архив», зековско-свитловское определение тех лет. Удивительно, что индекс «3» сохранился и в нынешней архивной практике. А сам архивный номер: 123180 — номер порядковый; именно столько их, колымских заключённых, и ушло «под сопки» по разным причинам, начиная с 1932 года и по декабрь 1948 года, когда была зарегистрирована смерть вот этого — № Г-878/КТР…

### Динамика численности[55]

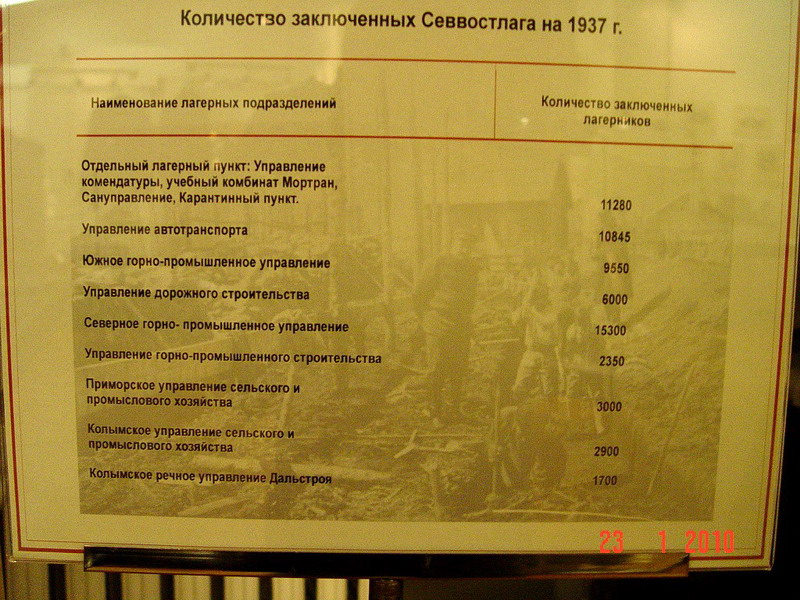
Количество заключённых Севвостлага на 1937 г.

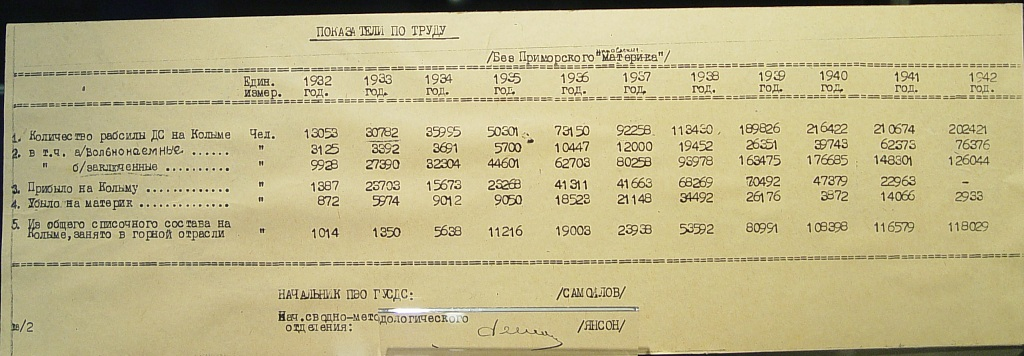
Страница из отчёта планово-экономического отдела «Дальстроя». — 1943.

Первые группы заключённых прибыли в Нагаево в июле 1932 года — с открытием навигации, на 1 декабря 1932 года их число составило 10 004 человека. В этот период вольнонаёмных работников «Дальстроя» насчитывалось в три раза меньше — 2982 человека.
16 ноября 1933 года приказом ОГПУ № 0123 контингент заключённых по Севвостлагу на 1934—1935 годы устанавливался в 50 000 человек.
14 октября 1934 года приказом НКВД № 028 устанавливался контингент заключённых по Севвостлагу на 1935—1936 годы — 60 000 человек. В то же время, как следует из годового отчёта «Дальстроя» за 1935 год, количество «лагерного населения» на 1 января 1935 года составляло 32 870 человек, а на 1 января 1936 года — 44 601 человек, что, соответственно, равнялось 89,6 и 88,6 % от общего количества рабочей силы.
13 октября 1935 года приказом НКВД № 0130 устанавливался общий контингент снабжаемых по Севвостлагу на 1936—1937 годы: всего 83 000 человек, из них 70 000 заключённых.
23 декабря 1936 года приказом НКВД № 00409 устанавливался общий контингент снабжаемых по Севвостлагу на 1937—1938 годы: всего 105 тысяч человек, из них 70 тысяч заключённых.
В течение 1939 и 1940 годов в Севвостлаг поступило соответственно 70,4 тысячи и 47,3 тысячи человек «организованной рабочей силы», то есть заключённых, что явилось следствием усиления репрессий в СССР в 1937—1938 годах. А в целом, с 1932 по 1942 год на Колыму было завезено 356 тыс. заключённых.
В годы Великой Отечественной войны «Дальстрой» не переставал снабжаться рабочей силой, хотя поступало её существенно меньше, чем требовалось для выполнения планов по добыче золота. Так, в 1942 году было привезено всего около 5 тыс. заключённых, в 1943 году — 13 783 чел., в 1944 году — 25 714 чел. В то же время с 1942 года многие заключённые Севвостлага были освобождены и отправлены на фронт. Только Среднеканский райвоенкомат в 1942—1944 годах направил в действующую армию 2262 бывших заключённых УСВИТЛа.
На 1 января 1944 года в Севвостлаге числился 81 491 заключённый, прибыло за год — 56 160, убыло — 46 435 (освобождено — 12 947, умерло — 7322, бежало — 470), к началу 1945 года в лагерях «Дальстроя» числилось 91 216 заключённых.
По данным на 1 января 1946 года, состав рабочей силы в «Дальстрое» (УСВИТЛ): всего — 167 686 человек. Из них: вольнонаёмные рабочие, ИТР и служащие — 11 201, военизированная пожарная охрана (вольнонаёмная) — 9775, трудмобилизованные немцы, финны, румыны, венгры, итальянцы — 645, спецпереселенцы — 28 526, бывшие заключённые, оставленные на работе по вольному найму, — 44 260, заключённые (включая каторжан) — 69 289, военнопленные — 3990.
26 сентября 1947 года начальник ГУЛАГа МВД СССР генерал-лейтенант В. Г. Наседкин и вновь назначенный на эту должность генерал-майор Г. П. Добрынин подписали акт приёма-сдачи дел ГУЛАГа, в котором, в частности, сообщалось: «… Контингенты размещены: … в лагерях Дальстроя — 102.710…».
По состоянию на 18 августа 1948 года на всех предприятиях и в учреждениях «Дальстроя» работали 219 392 человека. Из них: вольнонаёмных — 85 041 чел. (в том числе 601 ссыльный и 47 960 бывших заключённых), спецпоселенцев — 29 523 чел., заключённых — 104 828 чел. или 47,8 %.
Среди причин, приведших к тому, что на рубеже 1940—1950-х годов число заключённых выросло максимально, была отмена в 1947 году в СССР смертной казни. Люди, которые ранее непременно были бы приговорены к высшей мере, теперь поступали в лагеря. В январе 1950 года смертная казнь была восстановлена, что явилось одной из причин последующего некоторого снижения численности заключённых.
| Год  | Население СССР, млн чел. | Всего заключённых*, тыс. чел. | «Дальстрой», тыс. чел. | «Дальстрой», тыс. чел.        | «Дальстрой», тыс. чел.        | «Дальстрой», тыс. чел.        | Берлаг, тыс. чел.       |
| Год  | Население СССР, млн чел. | Всего заключённых*, тыс. чел. | Всего работающих       | в том числе заключённых СВИТЛ | в том числе заключённых СВИТЛ | в том числе заключённых СВИТЛ | Берлаг, тыс. чел.       |
| Год  | Население СССР, млн чел. | Всего заключённых*, тыс. чел. | Всего работающих       | данные МОКМ                   | по Сигачёву**                 | из них на добыче золота       | Берлаг, тыс. чел.       |
| ---- | ------------------------ | ----------------------------- | ---------------------- | ----------------------------- | ----------------------------- | ----------------------------- | ----------------------- |
| 1932 | н/д***                   | 268,0                         | 13,1                   | 9,9                           | декабрь 11,1                  | —                             | —                       |
| 1933 | н/д                      | 334,3                         | 30,8                   | 27,4                          | н/д                           | —                             | —                       |
| 1934 | н/д                      | 510,3                         | 36,0                   | 32,3                          | 29,7                          | 5,1                           | —                       |
| 1935 | н/д                      | 965,7                         | 50,3                   | 44,6                          | 36,3                          | 9,2                           | —                       |
| 1936 | н/д                      | 1296,5                        | 73,2                   | 62,7                          | 48,7                          | 18,5                          | —                       |
| 1937 | 162,0                    | 1196,4                        | 92,3                   | 80,3                          | 70,4                          | 22,6                          | —                       |
| 1938 | н/д                      | 1881,6                        | 113,4                  | 94,0                          | 90,7                          | 48,4                          | —                       |
| 1939 | 170,6                    | 1672,4                        | 189,8                  | 163,5                         | 138,2                         | 68,6                          | —                       |
| 1940 | 194,1                    | 1660,0                        | 216,4                  | 176,7                         | 190,3                         | 89,2                          | —                       |
| 1941 | июнь 196,7               | 1929,7                        | 241,9                  | 148,3                         | 188,0                         | 85,5                          | —                       |
| 1942 | н/д                      | 1777,0                        | 202,4                  | 126,0                         | 177,8                         | 57,9                          | —                       |
| 1943 | н/д                      | 1484,2                        | 183,4                  | 76,6                          | 107,8                         | 40,7                          | —                       |
| 1944 | н/д                      | 1179,8                        | 176,6                  | 87,3                          | 84,7                          | 38,7                          | —                       |
| 1945 | н/д                      | 1460,7                        | 189,1                  | 69,4                          | 93,5                          | 45,4                          | —                       |
| 1946 | январь 170,5             | 1703,1                        | 205,3                  | 79,6                          | 73,1                          | 43,4                          | —                       |
| 1947 | н/д                      | 1721,5                        | 207,6                  | 106,9                         | 93,3                          | 41,6                          | —                       |
| 1948 | н/д                      | 2199,5                        | 216,8                  | 108,7                         | 106,9                         | 49,1                          | ноябрь 4,3 декабрь 20,8 |
| 1949 | н/д                      | 2356,7                        | 232,7                  | 131,8                         | 108,7                         | 48,3                          | январь 15,4             |
| 1950 | 178,5                    | 2561,4                        | 258,1                  | 157,0                         | 153,3                         | 54,2                          | январь 23,9             |
| 1951 | 181,6                    | 2528,1                        | 223,0                  | 170,6                         | 183,0                         | н/д                           | январь 28,7             |
| 1952 | 184,8                    | 2504,5                        | 232,1                  | 151,1                         | 199,7                         | н/д                           | январь 31,5             |
| 1953 | 188,0                    | 2468,5                        | н/д                    | 88,1                          | 175,1                         | н/д                           | январь 24,4             |
| 1954 | 191,0                    | 1075,3                        | н/д                    | 72,2                          | н/д                           | н/д                           | январь 20,9 август 20,5 |
| 1955 | 194,4                    | 781,6                         | н/д                    | 39,6                          | н/д                           | н/д                           | —                       |
| 1956 | 197,9                    | 808,0                         | н/д                    | 23,9                          | н/д                           | н/д                           | —                       |

Примечания: * в исправительно-трудовых лагерях (ИТЛ) и исправительно-трудовых колониях (ИТК) — по состоянию на 1 января каждого года; ** на начало года, за исключением 1932 г.; *** н/д — нет данных
Согласно данным Государственного архива Магаданской области (ГАМО), к лету 1951 года в архивах Управления Севвостлага насчитывалось 501 271 дело заключённых, в том числе 125 316 — на умерших.
По данным Управления Федеральной службы исполнения наказаний по Магаданской области, с 1932 по 1953 годы в лагеря Колымы было завезено 740 434 человека. В последующие годы доставка заключённых на Колыму являлась незначительной, пока не прекратилась окончательно. Очевидно, что общее количество заключённых до 1957 года, то есть до упразднения «Дальстроя», не превышало 800 000 человек, из которых, по документам ведомственных архивов Магаданской области, считаются умершими 120—130 тысяч человек, расстрелянными — около 10 тысяч человек.
По утверждению исследователя темы ГУЛАГа Н. В. Петрова, «в 1934—1936 годах смертность в колымских лагерях была невысокой, а число убитых в лагерях при различных обстоятельствах — небольшое».
В 1940 году в Севвостлаге умерло 9274 человека, в 1941 году — 15 676.
По данным санитарного отдела ГУЛАГа (САНО), основными причинами смертности в годы войны были пеллагра (авитаминоз) и дистрофия. Пеллагра в 1942—1943 годах стала причиной более половины всех смертей и даже в 1945 году давала 8,5 % смертности. Причём в 1942—1943 годах по отдельным лагерям смертность именно от пеллагры достигала 90 %. Примерно пятая часть всех умерших скончалась от дистрофии. От туберкулёза, воспаления лёгких и острых желудочно-кишечных заболеваний умирало примерно по 8 %.
В послевоенный период смертность в ГУЛАГе заметно снижалась, уменьшившись в 1946 году в 2,5 раза по сравнению с 1945 годом. В то же время, в лагерях «Дальстроя» в 1947 году умерло 10 тысяч человек.
За всё время существования особого лагеря № 5 «Береговой» (Берлаг, 1948—1954) в нём умерло 1848 человек.
Вместе с тем необходимо учитывать, что по отбытии срока наказания подавляющее большинство заключённых освобождалось. Кроме того, по результатам работы и при примерном поведении часть заключённых освобождалась досрочно, а другой части срок заключения сокращался. Так, 23 октября 1935 года в приказе НКВД № 334 указывалось:

Благодаря энергичной и дружной работе лучших ударников как вольнонаёмных, так и заключённых, Дальстрой и Севвостлаг НКВД добились перевыполнения основного плана.
Приказываю:
1. Начальнику Дальстроя и начальнику Севвостлага освободить досрочно 200 человек заключённых и сократить срок от 6 месяцев до 3 лет 1.000 заключённым-ударникам и отличникам, показавшим лучшие образцы работы и поведения в лагере…

По подсчётам кандидата исторических наук, старшего научного сотрудника Института истории РАН РФ В. Н. Земскова, со ссылкой на коллекцию документов Центрального государственного архива Октябрьской революции СССР (с 1992 года — Государственный архив Российской Федерации), «известно, что 1 января 1941 года на Колыме находилось 34 тысячи освобождённых лагерников, из них 3 тысячи (8,8 %) полностью реабилитированных». Часть освобождённых заключённых оставалась на работу в «Дальстрое» по так называемому «вольному найму», то есть переходили в категорию вольнонаёмных — со всеми правами и льготами, предоставляемыми кадровым работникам «Дальстроя», за исключением некоторых режимных ограничений.

### Состав
В. С. Ильяшенко, старший помощник прокурора Магаданской области по надзору за исполнением законов о государственной безопасности, заслуженный юрист РСФСР писал:

Сегодня можно с определённостью сказать, что на территории области отбывали наказание в большинстве своём лица, осуждённые за уголовные преступления. И этот шаг к исторической истине, это уточнение нисколько не умаляет, не уменьшает трагедии тех тысяч невинно осуждённых за КРД (контрреволюционную деятельность), кто содержался в северных лагерях или остался в вечной мерзлоте навсегда.

В соответствии с приказом НКВД от 7 января 1936 года предписывалось, «как правило», осуждённых за бандитизм и разбой направлять «в наиболее отдалённые лагеря» и содержать «в подразделениях лагеря, обеспечивающих надёжную изоляцию, исключающую возможность побега». В качестве одного из таких лагерей указывался Севвостлаг.
15 июня 1936 года прокурор СССР А. Я. Вышинский доложил о ходе выполнения постановления ЦИК и СНК СССР от 7 августа 1932 года «Об охране имущества государственных предприятий, колхозов и кооперации и укреплении общественной (социалистической) собственности», более известного как «Закон о колосках» или просто «7/8». На 1 июня 1936 года по этому постановлению в Севвостлаге отбывали наказание 8222 человека.
На 1 января 1938 года в Севвостлаге содержалось 90 741 человек. Из них: осуждённых за контрреволюционные преступления — 34 569 человек, за преступления против порядка управления и бандитизм — 16 467, за должностные преступления — 3815, за преступления против личности — 4653, за имущественные преступления — 14 248, за хищение соцсобственности — 4431, за воинские преступления — 301, «социально-опасных и вредных элементов» — 10 139, осуждённых спецтройками за нарушение закона о паспортизации — 1505, за хулиганство на транспорте — 109 человек. По срокам осуждения до 1 года имели 133 человека, до 2 лет — 3676, до 3 лет — 17 070, до 4 лет — 6662, до 5 лет — 29 555, до 6 лет — 4998, до 7 лет — 3448, до 8 лет — 6735, до 9 лет — 549, до 10 лет — 16 443, с заменой ВМН на 10 лет — 1432, до 15 лет — 24, до 20 лет — 8, до 25 лет — 8 человек.
Работник магаданской прокуратуры, писатель и журналист А. Бирюков писал:

… следует указать, что ни в тридцатые, ни в какие другие годы каэры, по тогдашней терминологии, — во всём своём статейно-литерном многообразии — не составляли большинства в общей массе арестованных, а следовательно, и в массе гулаговского и, в частности, севвостлаговского контингентов. Большинством … были уголовники, в том числе и блатные, моральный багаж которых едва ли состоял из «(…) личной порядочности, наивности, что ли».

В начале 1950-х годов начальник «Дальстроя» И. Л. Митраков в одной из составленных им справок писал:

… В результате в наших лагерях скопилось большое количество совершенно отпетых, уникальных, на всё готовых головорезов, имеющих сотни лет тюремных приговоров… Вот несколько примеров. Заключённый Резько с 1934 года занимается бандитизмом, судился 17 раз, в общей сложности имеет 225 лет лагерей. Мухамедзянов Равиль 13 лет безвыходно в тюрьмах и лагерях, судим 14 раз, в общей сложности приговорён к 143 годам заключения… Можно назвать людоеда — бандита Аксёнова, который трижды совершал вооружённые побеги и во время побегов употреблял в пищу мясо своих соучастников, бандита-людоеда Семёнченко, бандита Винокурова с 11 лет безвыходно находящегося в колониях, тюрьмах, лагерях, неоднократно судимого, который в интересах воздействия на уголовный мир распарывает себе живот, пускает под кожу иголки, вскрывает вены, метит кровью заключённых…

На 1 ноября 1952 года в исправительно-трудовых лагерях УСВИТЛ «Дальстроя» содержалось 154 453 заключённых, из них 17 823 — женщины. По составу: статья 58 УК РСФСР (государственные преступления) — 29 465 человек, бандитизм и убийства — 18 743 чел., по постановлению от 7 августа 1932 года (хищение соцсобственности) — 4703 чел., по указам от 4 июня 1947 года (хищение государственного, общественного и личного имущества) — 79 057 чел., прочие — 19 230 чел., из этого числа: каторжане — 3255 чел. По срокам наказания: до 3 лет — 2285 чел., 3—5 лет — 11 602 чел., 5—10 лет — 66 025 чел., 10—15 лет — 33 001 чел., 15 лет и выше — 41 540 чел.

… не было и нет на Колыме лагерей для бывших советских военнопленных (так называемые «фильтрационные» существовали на «материке», в центральных районах страны). На Колыму в лагеря попадали лишь те из бывших военнопленных, кто служил в РОА, немецких воинских подразделениях, в немецкой полиции. В конце девяностых годов магаданские правоохранительные органы начали пересмотр дел колымских заключённых, осуждённых за измену родине, и далеко не в каждом случае они находили основания для реабилитации, даже действуя в строгом соответствии с нынешним весьма либеральным законом.

В переписке руководства УСВИТЛа с МВД СССР в 1952 году отмечалось, что «… Дальстрой не приспособлен быть лагерем строго режима, но в прошлом, 1951, году нам прислали отъявленный уголовно-бандитствующий рецидив, который не смогли удержать в руках в лагерях центральных районов страны…». В 1953 году нарушения лагерного режима составили 39 627 случаев, среди которых: лагерного бандитизма — 63 случая, умышленных убийств — 41, отказов от работы — 18 654, «промотов» — 4115, сожительств — 1043, хулиганства — 1604, случаев связи с вольнонаёмными — 1725, прочих нарушений — 12 382. Совершено побегов: в 1950 году — 576, в 1951 году — 752. Из этого числа убито бежавших — 335 человек. За I квартал 1952 года совершено 87 побегов, убито 78 бежавших.

## Условия содержания
В. Шаламов описывает условия содержания так:

В лагере для того, чтобы здоровый молодой человек, начав свою карьеру в золотом забое на чистом зимнем воздухе, превратился в доходягу, нужен срок по меньшей мере от двадцати до тридцати дней при шестнадцатичасовом рабочем дне, без выходных, при систематическом голоде, рваной одежде и ночёвке в шестидесятиградусный мороз в дырявой брезентовой палатке, побоях десятников, старост из блатарей, конвоя. Эти сроки многократно проверены. Бригады, начинающие золотой сезон и носящие имена своих бригадиров, не сохраняют к концу сезона ни одного человека из тех, кто этот сезон начал, кроме самого бригадира, дневального бригады и кого-либо ещё из личных друзей бригадира. Остальной состав бригады меняется за лето несколько раз. Золотой забой беспрерывно выбрасывает отходы производства в больницы, в так называемые оздоровительные команды, в инвалидные городки и на братские кладбища.
… Здоровый деревенский воздух они оставили за морем. Здесь их окружал напитанный испарениями болот разрежённый воздух тайги. Сопки были покрыты болотным покровом, и только лысины безлесных сопок сверкали голым известняком, отполированным бурями и ветрами. Нога тонула в топком мхе, и редко за летний день ноги были сухими.
… Летом воздух был слишком тяжёл для сердечников, зимой невыносим. В большие морозы люди прерывисто дышали. Никто здесь не бегал бегом, разве только самые молодые, и то не бегом, а как-то вприпрыжку.
Тучи комаров облепляли лицо — без сетки было нельзя сделать шага. А на работе сетка душила, мешала дышать. Поднять же её было нельзя из-за комаров.
Работали тогда по шестнадцать часов, и нормы были рассчитаны на шестнадцать часов. Если считать, что подъём, завтрак, и развод на работу, и ходьба на место её занимают полтора часа минимум, обед — час и ужин вместе со сбором ко сну полтора часа, то на сон после тяжёлой физической работы на воздухе оставалось всего четыре часа. Человек засыпал в ту самую минуту, когда переставал двигаться, умудрялся спать на ходу или стоя. Недостаток сна отнимал больше силы, чем голод. Невыполнение нормы грозило штрафным пайком — триста граммов хлеба в день и без баланды…
…Если ко всему этому прибавить чуть не поголовную цингу, выраставшую, как во времена Беринга, в грозную и опасную эпидемию, уносившую тысячи жизней; дизентерию, ибо ели что попало, стремясь только наполнить ноющий желудок, собирая кухонные остатки с мусорных куч, густо покрытых мухами; пеллагру — эту болезнь бедняков, истощение, после которого кожа на ладонях и стопах слезала с человека, как перчатка, а по всему телу шелушилась крупным круглым лепестком, похожим на дактилоскопические оттиски, и, наконец, знаменитую алиментарную дистрофию — болезнь голодных, которую только после ленинградской блокады стали называть своим настоящим именем.

### Система зачётов
Одним из действенных стимулов повышения производительности труда заключённых являлось применение системы зачётов, когда при выполнении и перевыполнении норм выработки срок наказания сокращался кратно. С другой стороны, применение зачётов, сокращающее срок отбытия наказания, то есть, по сути, длительность принудительного труда, требовало дополнительного пополнения рабочей силы, иначе говоря, создания новых контингентов заключённых. Таким образом, обе тенденции находились в постоянном противоречии и противоборстве.
Так, в приказе НКВД СССР от 1 августа 1935 года № 241 указывалось:

… В лагерях, особо отдалённых, находящихся в тяжёлых природных и климатических условиях, ведущих строительство государственного значения (Бамлаг, Севвостлаг, Вайгач, отдельные подразделения Дальлага и Ухты) применяется сверх ударный зачёт, за 1 день работы — 2 дня срока, что сокращает срок наполовину, то есть за один календарный год считается два года…

Указом Президиума ВС СССР от 15 июня 1939 года условно-досрочное освобождение заключённых и зачёты им одного рабочего дня за два дня срока отбытия наказания были запрещены.
3 ноября 1947 года совместным приказом МВД и Генеральной прокуратуры СССР № 001133/301сс введена в действие «Инструкция о зачёте рабочих дней заключённым, содержащимся в ИТЛ и ИТК МВД», которой вводились (а фактически — восстанавливались отменённые в 1939 году) зачёты рабочих дней — пока только на некоторых строительствах и объектах, включая лагеря «Дальстроя»: для заключённых устанавливался зачёт рабочих дней до трёх дней за один день работы.
Однако Л. Берия вынес вопрос о зачётах на рассмотрение Бюро СМ СССР, мотивируя необходимость отказа от зачётов тем, что «отступления от Указа Президиума Верховного Совета <1939 г.>, запрещающего досрочное освобождение заключённых, приняли массовый характер и сводят на нет наказание лиц, осуждённых за разные преступления и, в том числе, за хищение социалистической собственности». В результате, на основании постановления Совета министров СССР от 20 марта 1948 года № 823-264с «О прекращении применения льготного порядка зачётов заключённым сроков отбытия наказания» совместным приказом МВД и Генерального прокурора СССР от 29 марта 1948 года № 0170/80с было объявлено: «Прекратить с 1 апреля 1948 года практику применения зачётов рабочих дней заключённым, содержащимся в ИТЛ и ИТК МВД. Каждый рабочий день считать за один день отбытия срока наказания, независимо от размеров выработки производственных норм».
21 июня 1948 года совместным приказом МВД и Генерального прокурора СССР № 00683/150сс на основании постановления Совета министров СССР от 22 мая 1948 года № 1723-688сс «в целях повышения производительности труда заключённых и обеспечения выполнения производственных планов Дальстроя МВД» вводилась в действие инструкция о зачёте рабочих дней заключённым, содержащимся в ИТЛ УСВИТЛ и в особлаге № 5. Согласно инструкции, право на зачёты рабочих дней имели все работающие заключённые, в том числе и осуждённые к каторжным работам, независимо от установленного для них срока наказания, статьи осуждения и времени пребывания в лагере. Зачёты применялись при условии достижения соответствующих показателей на производстве и соблюдении установленного в лагере режима и устанавливались в следующих размерах: за каждый рабочий день при выполнении норм выработки за месяц от 100 до 110 % — 1,5 дня; от 111 до 120 % — 1,75 дня; от 121 до 135 % — 2 дня; от 136 до 150 % — 2,5 дня; от 151 % и выше — 3 дня.
Кроме того, с 1 января 1949 года (в соответствии с постановлением Совета министров СССР от 20 ноября 1948 года № 4293-1703сс) заключённые, занятые на работах «Дальстроя», стали получать заработную плату.

## Сопротивление заключённых
Весной 1936 года в Севвостлаг была направлена большая группа заключённых коммунистов-оппозиционеров (троцкистов). По мере их накопления в карантинном пункте в Магадане с мая по июль 1936 года ими были выдвинуты следующие требования: использование заключённых на работе по специальностям или по родственным специальностям, объединение семей, выдача политпайка, независимо от выполняемой работы, размещение в приличных жилищных условиях группами, способными оградить себя от уголовников, удовлетворение культурно-бытовых потребностей и другие. Не добившись удовлетворения этих требований, троцкисты начали голодовку. Организаторами голодовки были такие известные троцкисты, как С. Я. Кроль, Ю. А. Барановский, М. Д. Майденберг, Б. М. Эльцин. Каждый из голодающих написал заявление следующего содержания: «ЦИК СССР, НКВД СССР. Целиком и полностью присоединяюсь к заявлению политзаключённых коммунистов об установлении политрежима и объединения с товарищами. Впредь до удовлетворения этих требований объявляю голодовку». Такие заявления написали 204 человека.
Голодовка троцкистов продолжалась в Магадане 8 дней, затем было использовано принудительное кормление. Несмотря на активное сопротивление, в двадцатых числах июля все троцкисты были этапированы в лагпункты. Там они вновь начинали голодовки с теми же требованиями. Результатом голодовки было то, что требования «неотошедших троцкистов» частично удовлетворили: не разъединяли семьи, дали указания использовать их на работе по специальности. В начале августа 1936 года последние троцкисты вышли из голодовки.
Тем не менее в 1937 году голодовка троцкистов стала предлогом для расправы над ними. Весной 1937 года Нагаево-Магаданский народный суд рассматривал дело о 21 участнике «троцкистской контрреволюционной организации на Колыме». Был устроен открытый показательный процесс, но в связи с тем, что троцкисты опровергали выдвинутые против них обвинения, судебный процесс был отложен и повторно проходил уже в закрытом режиме в Дальневосточном краевом суде по Севвостлагу и Дальстрою. Ю. А. Барановский, И. М. Бесидский, С. О. Болотников, С. Я. Кроль, М. Д. Майденберг были приговорены к расстрелу, двенадцать подсудимых были приговорены к заключению на сроки от 5 до 10 лет, четверо были оправданы за недоказанностью преступления (по трём из них оправдательный приговор был затем отменён). Пять приговорённых к расстрелу были казнены 2 августа 1937 года.
Дело ещё 57 троцкистов, участвовавших в голодовке (Р. Е. Сахновского, Я. А. Беленького, Б. М. Эльцина и других), рассматривалось во внесудебном порядке. Их обвиняли в том, что они являлись организаторами и участниками «контрреволюционного троцкистского мятежа» и «контрреволюционной демонстрации-голодовки». Все 57 обвиняемых были расстреляны в октябре — ноябре 1937 года по решению Тройки НКВД по Дальстрою.
В ночь на 23 ноября 1937 года заключённые маленькой рыбопромысловой командировки «Зелёный Мыс» (её списочный состав, включая вольнонаёмных и колонистов, составлял 72 человека), боясь совершенно непредсказуемого начальника командировки М. Ф. Пупышева, и будучи встревожены слухами о начале войны, захвате японцами Дальнего Востока и падении власти в Москве, из-за страха перед возможной массовой расправой разоружили без единого выстрела охрану из трёх человек, лишь один из которых (начальник) был вольнонаёмным, и стали ждать приезда начальства. Но 16 декабря 1937 года отряд охраны окружил командировку и 28 декабря 1937 года по постановлению Тройки УНКВД по Дальстрою трое руководителей выступления были расстреляны, а 15 января 1938 года были казнены ещё 46 его участников (только 22 из них были осуждены ранее за «контрреволюционные преступления»).
Имели место случаи отказа от выполнения работ по религиозным причинам. Так, в 1940 году в лагере организовалась группа заключённых под руководством Я. М. Паринова, которые заявили, что не признают советский строй, и отказались от выполнения каких-либо работ. В июне 1941 года материалы на «саботажников» направили прокурору. На суде они отказались отвечать на вопросы, заявив о том, что «не признают» советскую власть и её суды. 14 июля 1941 года все участники группы были приговорены к расстрелу. 31 января 1942 года всех 15 человек расстреляли.

## Репрессивная политика на Колыме
Исследованные архивные массивы позволяют говорить о том, что через Севвостлаг с 1932 по 1957 годы прошло не менее 800 тысяч человек, из которых погибло (умерло по разным причинам, погибло в результате производственного травматизма и лагерного бандитизма, было расстреляно) до 150 тысяч.
Бывший начальник политуправления Дальстроя И. К. Сидоров вспоминал :

В 1938 году Сталин пригласил представителей «Дальстроя» в Кремль для вручения наград за перевыполнение плана добычи золота. Начальники приисков Виноградов, Анисимов и Ольшанский позже рассказывали, что затем Сталин вызвался побеседовать с ними. Он спросил: «Как на Севере работают заключённые?» — «Живут в крайне тяжёлых условиях, питаются плохо, а трудятся на тяжелейших работах. Многие умирают. Трупы складывают штабелями, как дрова, до весны. Взрывчатки не хватает для рытья могил в вечной мерзлоте», — ответили ему. Сталин усмехнулся: «Складывают, как дрова… А знаете, чем больше будет подыхать врагов народа, тем лучше для нас».

Репрессивная политика, проводимая в стране в отношении так называемых «врагов народа» — «социально-чуждых» и «классово-вредных» «элементов», в полной мере коснулась и территории деятельности «Дальстроя». Подразделения Севвостлага регулярно пополнялись не только репрессированными на «материке» — репрессии применялись также к вольнонаёмным работникам «Дальстроя» и заключённым. Выявлением и наказанием явных и надуманных «саботажников», «вредителей», «террористов», «шпионов», «диверсантов», «контрреволюционеров» и тому подобных изначально занимался специально созданный 3-й отдел Севвостлага.
Приказом по ОГПУ СССР от 17 декабря 1933 года «для чекистского обслуживания» района Колымы предписывалось организовать отдел ОГПУ по «Дальстрою», и 14 июня 1934 года Э. П. Берзин, являвшийся на Колыме «старшим чекистским начальником», издал приказ об организации отдела ОГПУ по «Дальстрою» (с июля 1934 года — отдел НКВД по «Дальстрою») и назначил его начальником П. Н. Куцурубова (с марта 1935 года по октябрь 1936 года отдел возглавлял К. К. Шель), после чего за 3-м отделом Севвостлага оставалось выполнение функций, связанных только с деятельностью этого подразделения. В этот период в Магадане приводились в исполнение приговоры, касающиеся уголовных элементов, некоторым из которых вменялись и пункты статьи 58 УК РСФСР. Так, 9 мая 1935 года «в 1 час 30 минут по местному времени» на Магаданском кладбище были расстреляны воры-рецидивисты Е. Ф. Гонюков, Ф. М. Романов и Д. П. Сизиков, «осуждённые за побег из-под стражи», «за совершение террористических актов» и «за хищение социалистической собственности».
В то же время, как писал кандидат исторических наук С. М. Мельников:

В оценке лагерного режима начального периода деятельности «Дальстроя» нельзя согласиться с точкой зрения К. Б. Николаева, считающего, что массовые репрессии в отношении заключённых проводились с начала 30-х годов. Анализ числа политических заключённых, расстрелянных в 1933—1936 годах (за эти годы было расстреляно 35 человек), свидетельствует о том, что репрессии до 1937 года не носили массового характера, как это имело место в 1937—1938 гг.

### Реализация приказа НКВД от 30 июля 1937 года № 00447
Наиболее жестокие репрессии на Колыме пришлись на конец 1937 года и почти весь 1938 год и были связаны с так называемой «Московской бригадой» во главе с начальником УНКВД по «Дальстрою» В. М. Сперанским. Этот период в истории «Дальстроя» (массовые расстрелы заключённых по внесудебным решениям тройки НКВД) принято называть по имени начальника УСВИТЛа того времени С. Н. Гаранина — «гаранинщиной».
Непосредственным основанием для проведения массовых репрессий явились постановление Политбюро ЦК ВКП(б) от 2 июля 1937 года «Об антисоветских элементах» и последовавший за ним оперативный приказ НКВД СССР № 00447 «Об операции по репрессированию бывших кулаков, уголовников и других антисоветских элементов».
Также были репрессированы по сфабрикованным обвинениям первый директор «Дальстроя» Берзин, инициатор всех издательских начинаний в Магадане Роберт Апин, журналист Алексей Костерин, писатель Исаак Гехтман, руководители заводов, управлений.
В. Есипов цитирует утверждение из труда Ж. Котека и П. Ригуло «Век лагерей»: «ГУЛАГ и Холокост были и остаются концептуально антагонистическими… В СССР речь идёт об изоляции, наказании и производительном труде, который мог убивать заключённых» и делает вывод, что «эта оценка верна в известной мере по отношению к сталинским лагерям в целом, но Колыма, начиная уже с 1936 года, представляла собой своего рода полигон для уничтожения (скорого или медленного) прежде всего самых опасных противников сталинского режима — оппозиционеров или „троцкистов“, которых было предписано либо расстреливать за малейший протест, либо использовать только на тяжёлых физических работах, что обрекало их на гибель. Число расстрелянных на Колыме в 1937—1938 годах составило около 10 тысяч человек при общем количестве заключённых в 94 тысяч человек; в пропорциях это 1:10, каждый десятый, что гораздо выше, чем в любой точке СССР в период „Большого террора“».

## Амнистия 1953 года
5 марта 1953 года умер И. В. Сталин, и по Указу Президиума Верховного Совета СССР от 27 марта 1953 года из лагерей началось освобождение заключённых по амнистии.
На середину марта 1953 года в лагерях «Дальстроя» — без «особо опасных государственных преступников» Особлага № 5 (Берлага), на которых амнистия не распространялась, — содержалось 145 405 заключённых. Под амнистию, в первую очередь, попадали следующие категории заключённых, осуждённых за: хищение личной собственности граждан, хищение социалистической собственности, разбой, хулиганство, должностные и хозяйственные преступления, спекуляцию, имущественные преступления, незаконное хранение оружия, воинские преступления, нарушение Закона о паспортизации и некоторые другие — общим числом 39 905 человек, среди которых насчитывалось 485 воров-рецидивистов.
По данным УФСИН по Магаданской области, согласно указу об амнистии, за 1953 год из лагерей УСВИТЛа было освобождено 76 тысяч человек или 53 % от общей численности заключённых.
По подсчётам историков И. Бацаева и А. Козлова, с 1 января по 1 ноября 1953 года из лагерей «Дальстроя» всего убыло 78 484 человека. И если на 1 апреля 1953 года в дальстроевских лагерях содержалось 145 640 человек, то на 1 мая их оставалось 131 958, на 1 августа — 91 370, на 1 ноября — 87 644 человека. Из общего числа освобождённых было выпущено по амнистии 52 099 человек, остальные получили свободу по плановому освобождению или были переведены в другие лагеря ГУЛАГа. В результате, к концу 1953 года в лагерях «Дальстроя» осталось всего 47 % от числа заключённых, которые содержались в них на день Указа «Об амнистии», что поставило, по мнению И. Бацаева, «предприятия Дальстроя в критическое положение».
Массовая амнистия заключённых, отбывающих наказание за уголовные преступления, привела к резкому росту преступности в стране в целом, и на территории «Дальстроя» — в частности.

## Завершающий этап
Согласно постановлению Совета министров СССР от 18 марта 1953 года № 832-370сс, ГУ СДС «Дальстрой» было передано в министерство металлургической промышленности СССР, а его лагерные подразделения — ГУЛАГу министерства юстиции СССР (кроме особого Берегового лагеря, перешедшего в подчинение Тюремного управления МВД). Позднее в том же году (приказ министерства юстиции от 3 сентября 1953 года № 202) на их базе создано Управление северо-восточных исправительно-трудовых лагерей — УСВИТЛ. Несмотря на передачу главка и лагерей в разные министерства, между ними сохранялась теснейшая связь — начальник «Дальстроя» был по совместительству и начальником УСВИТЛа.
К началу 1956 года в «Дальстрое» оставалось всего 35,4 тысячи заключённых.
Весной 1957 года «Дальстрой» был реорганизован в Магаданский экономический район, руководимый совнархозом. Приказом МВД СССР от 16 апреля 1957 года № 0271 Управление Северо-Восточных исправительно-трудовых лагерей было реорганизовано в УИТК МВД РСФСР. В 1957—1959 годах Магаданский совнархоз продолжал в небольших масштабах использовать труд заключённых на горных работах. На добыче золота это были прииски имени Горького, имени 40 лет Октября, «Штурмовой», «Широкий», «Чай-Урья», а также на оловодобывающих объектах — рудник «Галимый» Омсукчанкского района и рудник «Иультин» на Чукотке.

## Место хранения архивов
- Государственный архив Магаданской области хранит фонды УСВИТЛ (1932—1956 годы), УИТЛК УМВД по Магаданской области и УИТЛК МВД Якутской АССР (1956—1991 годы), включая приказы, материалы делопроизводства, справки и докладные записки по работе лагерей, справки о трудовом использовании заключённых, оперативные сводки и спецсообщения охраны лагерей и другую информацию.
- Информационный центр МВД России по Магаданской области хранит фонды УСВИТЛ (1932—1956 годы), УИТЛК УМВД по Магаданской области и УИТЛК МВД Якутской АССР (1956—1991 годы), включая личные дела заключённых (с 1932 года, при этом акты о расстреле заключённых могут находиться на отдельном хранении в Особом архиве бывшего 1-го спецотдела НКВД СССР, в настоящее время — архив управления ФСБ России по Омской области); приказы по личному составу, проходившему службу в НКВД СССР, МВД СССР и других организациях и учреждениях[98].

## Изображение Севвостлага в мемуарной и художественной литературе
Из писавших о лагерной Колыме наиболее известны Е. С. Гинзбург — автобиографической повестью «Крутой маршрут» и В. Т. Шаламов — художественным осмыслением увиденного и пережитого на Колыме в 6 сборниках прозы, начиная с «Колымских рассказов», и мемуарах. По понятным причинам, описание окружавшей авторов в лагерях действительности носит личностный, а потому в некоторой степени субъективный характер. Так, после опубликования «Крутого маршрута» отбывший восемь лет в колымских лагерях Б. Н. Лесняк писал:

«Крутой маршрут», его первую часть, я прочитал в доме Евгении Семёновны Гинзбург в авторском машинописном варианте. Я проникся искренним сочувствием к трагической судьбе этой женщины. Хороший язык повествования оставлял чувство удовлетворения, веры в исповедальную искренность и достоверность.
Вторую часть этой повести, посвящённую преимущественно лагерному периоду, я прочёл много лет спустя, когда автор уже покинула земной приют. Места, события и люди, о которых рассказывается в повести, мне близки и знакомы. Поэтому чтение второй части невольно контролировалось знанием предмета, собственным опытом. Я же, читая, всё чаще и чаще обнаруживал произвольный отход от факта, несовпадение и несогласованность дат, местами буйная расцвеченная фантазия при описании событий, никогда не имевших места.

Очевидно, что метод художественного исследования и метод научного исследования основаны на разных принципах, художественная проза не является документальной, чем и оправдываются многочисленные «произвольные отходы от фактов», «несовпадения и несогласованность дат», описания «событий, никогда не имевших места». Литературовед Н. Лейдерман, писавший о прозе В. Шаламова, отмечал, что эта проза создана по особым законам, что она ценна прежде всего «ёмкостью эстетического смысла, где вымысел, концентрирующий собою истину, дороже частного, хоть и реального факта». Об этом писал и сам Варлам Шаламов:

«Колымские рассказы» — это поиски нового выражения, а тем самым и нового содержания. Новая, необычная форма для фиксации исключительного состояния, исключительных обстоятельств, которые, оказывается, могут быть и в истории, и в человеческой душе. Человеческая душа, её пределы, её моральные границы растянуты безгранично — исторический опыт помочь тут не может.
Право на фиксацию этого исключительного опыта, этого исключительного нравственного состояния могут иметь лишь люди, имеющие личный опыт.
Результат — «Колымские рассказы» — не выдумка, не отсев чего-то случайного — этот отсев совершён в мозгу, как бы раньше, автоматически. Мозг выдаёт, не может не выдать фраз, подготовленных личным опытом, где-то раньше. Тут не чистка, не правка, не отделка — всё пишется набело. Черновики — если они есть — глубоко в мозгу, и сознание не перебирает там варианты, вроде цвета глаз Катюши Масловой — в моём понимании искусства — абсолютная антихудожественность. Разве для любого героя «Колымских рассказов» — если они там есть — существует цвет глаз? На Колыме не было людей, у которых был бы цвет глаз, и это не аберрация моей памяти, а существо жизни тогдашней.
«Колымские рассказы» — фиксация исключительного в состоянии исключительности. Не документальная проза, а проза, пережитая как документ, без искажений «Записок из Мёртвого дома». Достоверность протокола, очерка, подведённая к высшей степени художественности, — так я сам понимаю свою работу. В «Колымских рассказах» нет ничего от реализма, романтизма, модернизма. «Колымские рассказы» — вне искусства, и всё же они обладают художественной и документальной силой одновременно. Познавательная часть — дело десятое, для автора, во всяком случае…

По мнению некоторых критиков, например, А. Бирюкова, из вышесказанного Шаламовым следует, что «„Колымские рассказы“ — такая же художественная литература, как и всякая другая, и восприниматься должна именно как художественная литература. Обращение к ним как к историческому первоисточнику непродуктивно».
Однако большинство исследователей творчества Шаламова, в частности, В. Есипов подчёркивают, что описание Шаламовым состояний заключённого, возникающих под влиянием голода, холода, непосильного труда, побоев, постоянного ожидания смерти глубоко правдивы и психологически, и исторически. В. Есипов называет рассказ Шаламова «Надгробное слово» реквиемом непревзойдённой художественной силы, и одновременно документом наивысшего уровня подлинности, поскольку архивные документы подтверждают, что упоминаемые в этом рассказе заключённые действительно были расстреляны.

## Некоторые факты
- В начале 1930-х годов заключённых, осуждённых по бытовым статьям на небольшие сроки, разрешалось зачислять стрелками военизированной охраны (ВОХР) и сотрудниками оперативно-следственных органов Севвостлага[106].
- Заключённым разрешалось собирать и сдавать за определённое премвознаграждение дикорастущие ягоды (бруснику, голубику, смородину)[107].
- Для борьбы с цингой заключёнными собиралась хвоя кедрового стланика. На каждой лагкомандировке её заготавливали два рабочих — хвоенос и хвоевар. По инструкции, обмытая и мелкопосечённая хвоя заливалась водой из расчёта 600 л на 40 кг игл, настаивалась до готовности 18 часов, после чего была готова к употреблению: в первый день — по трети стакана, в последующие — по половине[107]. Опыт «Дальстроя» в борьбе с цингой был описан в брошюре «Цинга и борьба с нею на Севере», рекомендованной Санитарным отделом ГУЛАГа в 1936 году другим лагерям[108].
- С 28 по 30 января 1936 года в Магадане проходило Первое вселагерное совещание стахановцев Колымы. Было отмечено, что число лучших производственников-заключённых, систематически выполняющих нормы на 150—200 %, составляет свыше 1300 человек[109].